# Augusto Pestana
Augusto Pestana (Rio de Janeiro, 22 mai 1868 – Rio de Janeiro, 29 mai 1934) était un ingénieur et homme politique brésilien.

## Biographie
Né à Rio de Janeiro dans une famille de fonctionnaires d'ascendance portugaise, Augusto Pestana entre à l'École polytechnique en 1884 et obtient un diplôme d'ingénieur géographe en 1886 et civil en 1888. Dans sa jeunesse, il rejoint le mouvement républicain et positiviste brésilien, qui a aidé à renverser la monarchie en 1889.
Après avoir déménagé à la fin des années 1880 à Rio Grande do Sul, au sud du Brésil, Pestana est devenu un des principaux dirigeants du Parti républicain. Il a été directeur de la colonie d'Ijuí, l'un des meilleurs exemples de l'intégration raciale et culturelle dans le sud du Brésil. Lorsque Ijuí est devenue une municipalité en 1912, Pestana a été son premier maire.
Augusto Pestana a représenté l'État de Rio Grande do Sul au sein du Congrès national brésilien pendant quatre législatures (1915-1921, 1928-1930 et 1930). Il a été le premier président de la compagnie ferroviaire Viação Férrea do Rio Grande do Sul et a servi comme Secrétaire d'État aux Transports et des Travaux publics de 1926 à 1928.
La ville brésilienne d'Augusto Pestana (Rio Grande do Sul) est nommée d'après lui.